# César Ferreras
César Ferreras Sosa (ur. 6 maja 1934 w Upata) – wenezuelski zapaśnik walczący w stylu wolnym. Olimpijczyk z Rzymu 1960, gdzie zajął dziesiąte miejsce w kategorii do 87 kg.
Wicemistrz igrzysk panamerykańskich w 1963 i trzeci w 1959 roku.

## Letnie Igrzyska Olimpijskie 1960
| Konkurencja      | Rundy eliminacyjne | Rundy eliminacyjne     | Rundy eliminacyjne      | Klas. końcowa |
| Konkurencja      | Przeciwnik I       | Przeciwnik II          | Przeciwnik III          | Miejsce       |
| ---------------- | ------------------ | ---------------------- | ----------------------- | ------------- |
| 87 kg styl wolny | wolny los          | Eugen Holzherr (SUI) R | Anatolij Ałbuł (ZSRR) P | 10.           |